# Gloria DeHaven
Gloria DeHaven, född 23 juli 1925 i Los Angeles, Kalifornien, död 30 juli 2016 i Las Vegas, Nevada, var en amerikansk skådespelare och sångerska.
Hon var dotter till det populära underhållningsparet Carter DeHaven och Flora Parker, och som barn följde hon med föräldrarna på deras turnéer. Som elvaåring hade hon en statistroll i Charlie Chaplins Moderna tider. I tonåren var hon vokalist i olika orkestrar.
Under 40- och 50-talen var hon som söt, rödhårig och sprudlande flicka en populär stjärna i en rad musikalfilmer. På senare år hade hon gästroller i många TV-serier.
DeHaven var gift fyra gånger, bland annat åren 1944–1950 med skådespelaren John Payne.

## Filmografi i urval
- 1936 – Moderna tider
- 1940 – Diktatorn
- 1944 – Tre hjärtan i otakt
- 1947 – Ljuva ungdomstid
- 1950 – Upp med ridån
- 1951 – Biljett till Broadway
- 1956 – Tre sjömän i Paris
- 1975 – Who is the Black Dahlia? (TV-film)
- 1979 – Evening in Byzantium